# Hệ vũ trụ

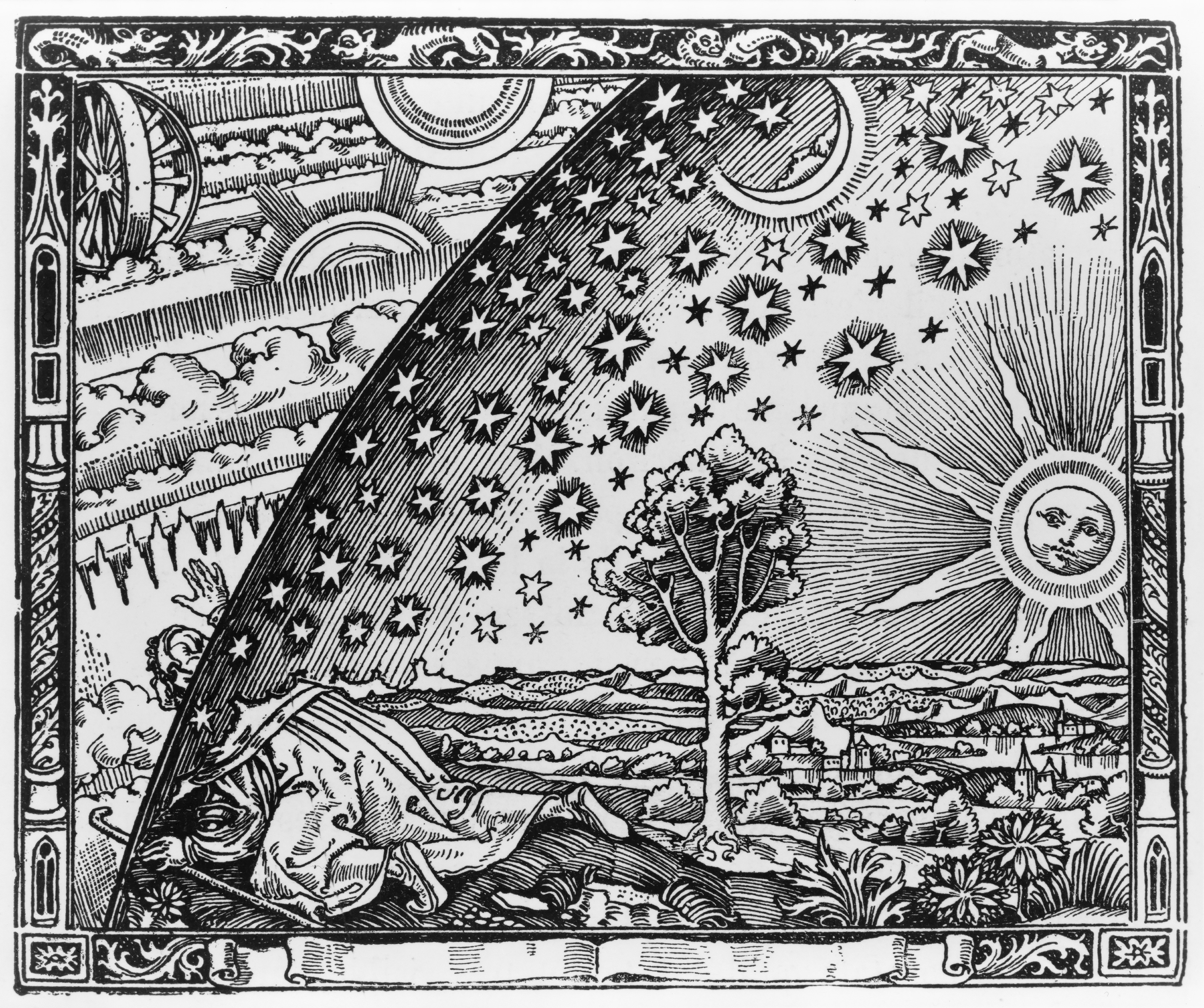
Tranh khắc miêu tả vũ trụ, Paris 1888

Về cơ bản, hệ vũ trụ (tiếng Anh: cosmos, UK: /ˈkɒzmɒs/, US: /-moʊs/) cũng là vũ trụ (universe), nhưng người ta sử dụng thuật ngữ này để thể hiện vũ trụ là một không gian phức tạp, một hệ thống hay thực thể có trật tự. Cosmos trái ngược với thời kỳ hỗn mang (chaos) trước khi vũ trụ được sinh ra.
Vũ trụ học (cosmology) là khoa nghiên cứu tổng thể về vũ trụ, bao gồm sự hình thành, tiến hóa và tương lai của vũ trụ. Vũ trụ học vật lý là sự nghiên cứu khoa học về nguồn gốc vũ trụ, các động lực học, các cấu trúc lớn và số phận tới hạn, cũng như các định luật khoa học mà chi phối các lĩnh vực đó.